# Andrea Costa Imola Basket 2013-2014
L'Andrea Costa Imola Basket, sponsorizzata "Aget Service", ha preso parte al campionato professionistico di DNA Gold 2013-2014. La squadra ha disputato le partite interne presso il PalaRuggi di Imola.

## Roster
| Giocatori a inizio stagione |
| --------------------------- |

|    | Naz.                   | Ruolo | Sportivo              | Anno | Alt. | Peso |  |
| -- | ---------------------- | ----- | --------------------- | ---- | ---- | ---- |  |
| 4  | Italia (bandiera)      | P     | Alessandro Maccaferri | 1995 | 177  | 72   |  |
| 6  | Stati Uniti (bandiera) | G     | Ian Young             | 1981 | 191  | 90   |  |
| 7  | Italia (bandiera)      | A     | Filippo Gorrieri      | 1993 | 205  | 95   |  |
| 8  | Italia (bandiera)      | AC    | Mitchell Poletti      | 1988 | 205  | 102  |  |
| 9  | Italia (bandiera)      | G     | Michael Riga          | 1992 | 194  | 100  |  |
| 10 | Italia (bandiera)      | G     | Mirco Turel           | 1994 | 190  | 80   |  |
| 11 | Italia (bandiera)      | AC    | Luigi Dordei          | 1981 | 202  | 101  |  |
| 12 | Italia (bandiera)      | P     | Marco Passera         | 1982 | 179  | 74   |  |
| 13 | Stati Uniti (bandiera) | A     | Warren Niles          | 1989 | 198  | 88   |  |
| 17 | Italia (bandiera)      | C     | Alessandro Mancin     | 1986 | 208  | 98   |  |

| Giocatori acquisiti a stagione in corso |
| --------------------------------------- |

|    | Naz.              | Ruolo | Sportivo          | Anno | Alt. | Peso |  |
| -- | ----------------- | ----- | ----------------- | ---- | ---- | ---- |  |
| 33 | Italia (bandiera) | G     | Vincenzo Esposito | 1969 | 194  | 90   |  |
| 22 | Italia (bandiera) | P     | Armando Iannone   | 1990 | 187  | 80   |  |
| 18 | Italia (bandiera) | A     | Corrado Bianconi  | 1994 | 202  | 93   |  |

| Giocatori ceduti a stagione in corso |
| ------------------------------------ |

|    | Naz.                   | Ruolo | Sportivo      | Anno | Alt. | Peso |  |
| -- | ---------------------- | ----- | ------------- | ---- | ---- | ---- |  |
| 10 | Italia (bandiera)      | G     | Mirco Turel   | 1994 | 190  | 80   |  |
| 11 | Italia (bandiera)      | AC    | Luigi Dordei  | 1981 | 202  | 101  |  |
| 6  | Stati Uniti (bandiera) | G     | Ian Young     | 1981 | 191  | 90   |  |
| 12 | Italia (bandiera)      | P     | Marco Passera | 1982 | 179  | 74   |  |

| Staff tecnico                         |
| ------------------------------------- |
| Allenatore: Federico Vecchi           |
| Vice allenatore: Stefano Colombo      |
| Preparatore Atletico: Marco Sabattani |
| Resp. sett. giovanile: Fulvio Zavagli |
| Medico Sociale: Augusto Costa         |

Dati aggiornati al 3 maggio 2014.

## Stagione
La prima novità della stagione 2013-2014 è la nascita della Fondazione Andrea Costa. I principali soci di via Valeriani decidono di creare un nuovo soggetto in cui far confluire le loro quote. La Fondazione di fatto diventa il socio di maggioranza dell'Andrea Costa.
Presieduta da Giorgio Salvi, viene ufficialmente presentata il 6 luglio.
Il 26 luglio viene annunciato il nuovo allenatore: è Vincenzo Esposito. La scelta incontra subito il gradimento della città: Esposito è stato infatti giocatore dell'Andrea Costa per tre stagioni (dal 1998 al 2001) ed ha lasciato un buon ricordo di sé.
Il budget per la stagione è ridotto del 15% rispetto all'anno passato. La prima scelta è quella di mantenere l'unificazione delle cariche di direttore sportivo e direttore tecnico (scelta fatta nel 2012), affidando l'incarico a Marco Patuelli, che succede a Renzo Vecchiato.
La creazione della squadra comincia dall'asse play-pivot. La scelta cade sul lungo pivot Mitchell Poletti e sul regista Marco Passera. Entrambi provengono dalla Upea Capo D'Orlando. A seguire arrivano i rinnovi per i giovani Mirco Turel e Michael Riga. Successivamente è la volta dei due americani: Warren Niles (classe 1989), che è al suo primo campionato da professionista, mentre Ian Young (classe 1981) ha un'esperienza accumulata in quattro continenti diversi.
Il quintetto-base è completato dall'arrivo di Luigi Dordei. Ala di 202 cm, Dordei è un veterano della Legadue, avendo giocato a Pesaro, Sassari, Udine e Barcellona. Dordei viene scelto come capitano della squadra. La panchina è giovane (età media inferiore ai 22 anni).
Come tradizione, la stagione ufficiale inizia con il «Trofeo Andrea Costa». La 43ª edizione del Trofeo si disputa in gara unica il 21 settembre e viene vinta dalla Fileni Jesi 96-78 sugli imolesi.
In campionato, l'Aget vince la prima partita alla quarta giornata (contro Casale Monferrato), poi le sconfitte si susseguono una dietro l'altra. Il 1º dicembre arriva il match con la Fulgor Libertas Forlì. È una partita che conta più delle altre, sia perché è un derby, sia per il momento particolare che sta vivendo la squadra: una vittoria rilancerebbe il quintetto imolese, una sconfitta porterebbe con sé grossi cambiamenti dentro la squadra. L'Aget conduce tutto l'incontro. Ad un minuto dalla fine è davanti di 6 punti, ma poi per gli imolesi si spegne la luce e l'Aget viene sconfitta (66-68).
La soluzione che viene trovata per risollevare la squadra è il ritorno in campo di Vincenzo Esposito. La notizia scuote tutto l'ambiente e viene rilanciata anche dai media nazionali. L'allenatore decide di prestare la propria opera come giocatore fino alla fine del campionato. Stipula un contratto con la società valido fino al 15 giugno 2014 e torna in campo il 29 dicembre 2013 a Frosinone.
Il 2014 inizia con l'abbandono del capitano Luigi Dordei, che si accasa a Pesaro, in Serie A. In sua vece prende le redini della squadra proprio Vincenzo Esposito. L'ex NBA però s'infortuna il 12 gennaio durante Imola-Trapani (lesione di primo grado al muscolo retto femorale della gamba sinistra) ed è costretto a restare fermo tre settimane. Esposito s'infortuna nuovamente il 16 febbraio (questa volta è uno strappo alla parte posteriore della coscia sinistra). Nelle due partite successive continua la serie negativa: l'Aget è sconfitta dalla capolista Trento, poi cade in casa con Verona il 2 marzo, nonostante 33 punti di Warren Niles: è la ventesima sconfitta consecutiva. Ferma a 2 punti in classifica, la squadra romagnola deve dire addio alla Lega Gold.
L'Aget disputa le ultime sei partite senza Ian Young: l'americano decide di abbandonare la società. Prosegue invece fino alla fine della stagione Warren Niles. I gradi di capitano sono affidati ad Alessandro Mancin. La serie negativa continua fino alla fine. Il 27 aprile si gioca l'ultima giornata: l'Aget rimedia una sconfitta, la ventinovesima su trenta partite, a Capo d'Orlando. Vincenzo Esposito si congeda da Imola con 14 punti.
Nella stagione 2013-2014 l'Andrea Costa stabilisce due record negativi: il minor numero di vittorie (una sola) e la sconfitta con il passivo più pesante (-56). Il record precedente era stato -49, nella sconfitta patita contro la Fortitudo nel novembre 2000.